# Matthias Spillmann
Matthias «Mats» Spillmann (* 15. April 1975) ist ein Schweizer Jazztrompeter.

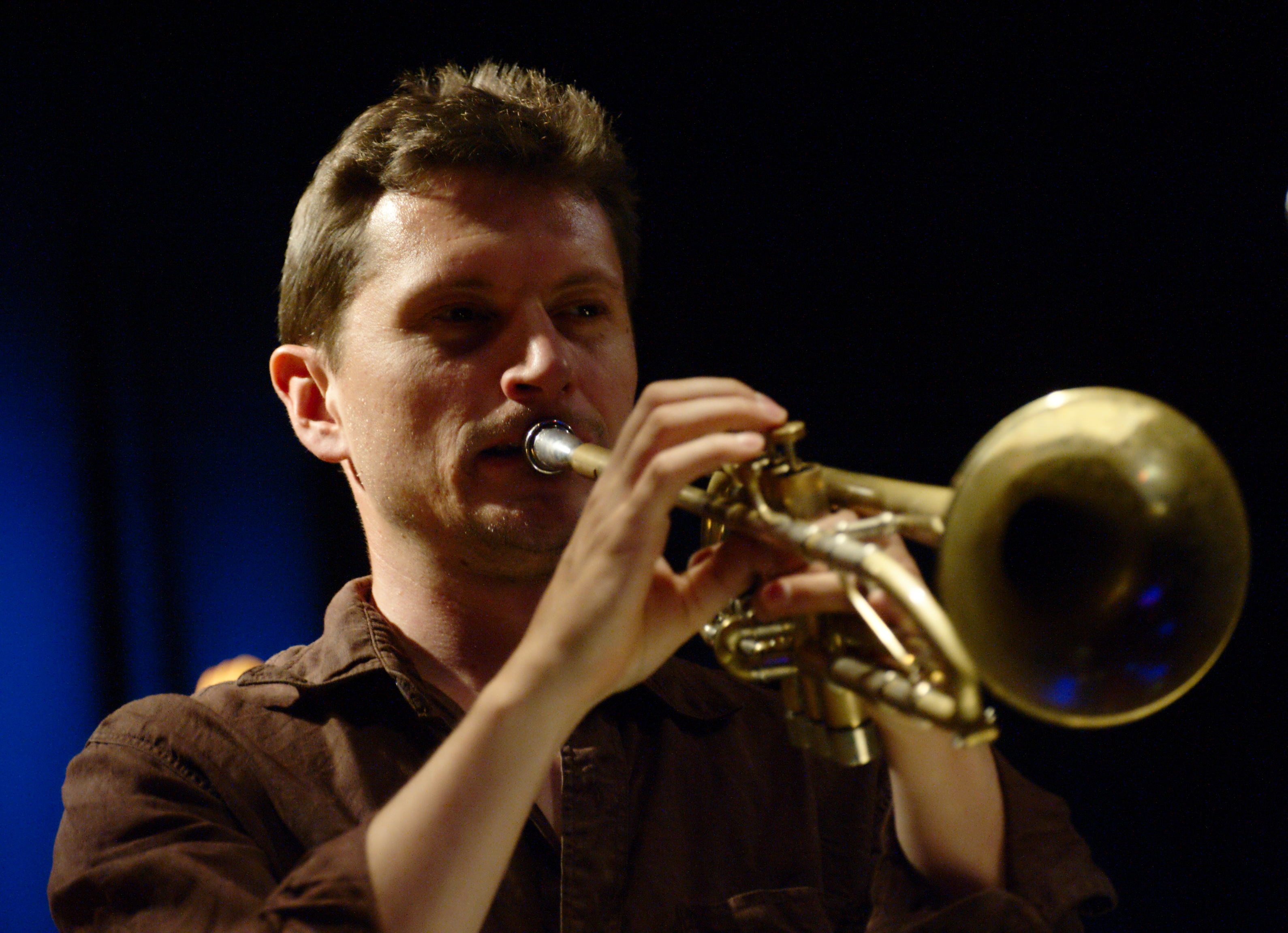
Matthias Spillmann mit Mats Up im Rind in Rüsselsheim 2011

## Leben und Wirken
Spillmann studierte an der Swiss Jazz School Bern und an der New School in New York City; Unterricht hatte er u. a. bei Bert Joris, Reggie Workman und Richie Beirach. 1997 entstanden erste Aufnahmen, als er mit der Swiss Jazz School Big Band auf dem Montreux Jazz Festival auftrat. 1999 gründete er die Formation MATS-UP, mit der er Eigenkompositionen spielte und sechs Alben aufnahm. MATS-UP wurde u. a. für den Preis der Deutschen Schallplattenkritik und den „BMW Welt Jazz Award“ nominiert und gewann den „Moods Blues & Jazz Award“. Daneben arbeitet er mit den Bands Grünes Blatt, Lauer Large und dem Lucerne Jazz Orchestra, ferner mit Gianluigi Trovesi, dem Ensemble für Neue Musik Zürich und Steamboat Switzerland. Ausserdem wirkte er bei Aufnahmen von Jochen Baldes, Brigitte Dietrich/Joe Haider, Beat Keller, Johannes Lauer, Frantz Loriot/Manuel Perovic, Linda Sikhakhane (Isambulo, 2022) und Lukas Mantel. Im Bereich des Jazz war er Tom Lord zufolge zwischen 1996 und 2015 an 22 Aufnahmesessions beteiligt. Spillmann unterrichtet an der Hochschule Luzern und wurde von der Stadt Zürich mit dem Werkjahr 2006 ausgezeichnet.

## Diskographische Hinweise
- Same Pictures – New Exhibition (Unit Records, 2006)
- ›5‹ (Unit Records,  2009)
- Spielt Psalmen von Said (Unit Records, 2012; mit Tobias Christl, Marc Méan, Raffaele Bossard, Reto Suhner, Dominic Egli)
- At the Bird’s Eye Jazz Club, Basel (Unit Records, 2014)
- 100 Years of Songs (Musiques Suisses/Migros, 2016; mit Pablo Held)